# Dolores O'Riordan
Dolores Mary Eileen O'riordan (/oʊˈrɪərdən/; n. 6 septembrie 1971, Ballybricken North⁠(d), Munster⁠(d), Irlanda – d. 15 ianuarie 2018, Londra, Anglia, Regatul Unit) a fost o muziciană, cântăreață și compozitoare irlandeză. Ea fost solista principală a formației rock The Cranberries timp de 13 ani. Înainte, trupa a luat o pauză începând din 2003, și s-a reunit în 2009.
Primul ei album solo Are You Listening? a fost lansat în luna mai 2007 și a fost urmat de  No Baggage în 2009. O'riordan a fost cunoscuta pentru vocea sa mezzo-soprana, yodeling și pentru accentul sau Limerick.A apărut în calitate de judecător la The Voice of Ireland, în perioada anilor 2013-14. În aprilie 2014, O'riordan s-a alăturat echipei Jetlag (mai târziu numit D. A. R. K.) și a început înregistrările pentru un nou material.

## Viața
Dolores Mary Eileen O'riordan a fost născută și crescută în Ballybricken, County Limerick, Irlanda. Ea a fost fiica lui Terence și Eileen O'riordan și cea mai mică dintre cei șapte copii.

## Viața personală
Pe 18 iulie 1994, O'riordan s-a căsătorit cu Don Burton, fostul manager al formatiei Duran Duran și au avut trei copii. În 1998, cuplul a cumpărat o fermă de 61 hectare, numită Riversfield Stud, situată în Kilmallock, comitatul Limerick, vânzându-l în 2004. S-au mutat apoi la Howth, County Dublin, si-a petrecut verile într-o cabană situată în Buckhorn, Ontario, Canada. În 2009, familia s-a mutat în Buckhorn.
În luna august 2013, s-a întors să locuiască în Irlanda. Ea și Burton s-au despărțit în 2014, după 20 de ani împreună, și, ulterior, au divorțat.

### Decesul
Pe 15 ianuarie 2018, la vârsta de 46 de ani, în Londra, Anglia, aflată pentru o sesiune de înregistrări, O'Riordan a murit subit. Cauza decesului, care a avut loc într-un hotel din Westminster, nu a fost imediat făcută publică. Ea s-a înecat în cada din baia camerei de hotel când se afla sub influența alcoolului.
Președintele irlandez Michael D. Higgins a fost unul dintre primii care au adus un omagiu Alte omagii timpurii au venit din întreaga lume a muzicii, inclusiv Dave Davies (The Kinks), Hozier și Kodaline.

## Discografie

### Albume Solo
- Are You Listening?
- No Baggage (2009)

### Alte apariții
- Moose "Soon Is Never Soon Enough" (1992)
- Touch of Oliver "Carousel" (1993)
- Jah Wobble "The Sun Does Rise" (1994; duet)
- "God Be With You" on The Devil's Own soundtrack (1997; solo track)
- "It's Only Rock 'n' Roll" (various artists benefit single for A Children's Promise, Rolling Stones cover, 1999; vocal)
- "Ave Maria" on Songs Inspired by The Passion of the Christ (2004; solo track)
- "Angels Go to Heaven" & "The Woodstrip/There's No Way Out" (compozitor Angelo Badalamenti) Evilenko soundtrack, 2004; vocal)
- Zucchero "Pure Love" (2004; duet)
- Jam & Spoon "Mirror Lover" (2005; vocal)
- Angelo Badalamenti "The Butterfly" (2006; vocal)
- Movie, Click, dir. by Frank Coraci starring Adam Sandler."Linger," versiunea salonului; a aparut ca solist pentru trupa in timpul scenei de receptie de nunta fiului lui (2006)
- Giuliano Sangiorgi "Senza Fiato" (2007; duet)
- "Centipede Sisters" on Roll Play 2 digital soundtrack (2008)
- "Cryopian D" -(vocals and mixed) - de la "Like a Puppet Show", lansat numai de Sandro, John Malkovich, Eric Alexandrakis (2015)
- Appeared (cu trupa Cranberries) într-un episod din seria TV "Charmed" (realizând "Just Imagination")